# Teodora (senatorka)
Teodora je bila senatorka in serenissima vestaratrix Rima, * okoli 870, † 916. 
Poročena je bila s tuskulskim grofom Teofilaktom I. Par je bil od leta 905 do njene smrti leta 916 dejanski vladar Rima.  
Njena hči Marozija je bila domnevno priležnica papeža Sergija III. in mati papeža Janeza XI. Slednje trdita Liutprand Kremonski in Liber Pontificalis, medtem ko Teodorin sodobnik, kronist Flodoard (ok. 894–966), pravi, da je bil Janez XI. brat spoletskega grofa Alberika II., torej sin Marozijinega moža Alberika I. Spoletskega. Marozija je bila prednica kar šestih rimskih papežev.
Škof Liutprand, ki je bil njen nasprotnik, je Teodoro označil za "brezsramno vlačugo ... [ki] je kot kakšen moški izvajala oblast nad rimskimi državljani".

## Sklica
1. ↑  Abbott, Elizabeth (2010). A history of mistresses. London: Duckworth. ISBN 978-1590208762.
2. ↑  McCabe, Joseph (200u). Crises in the history of the papacy: a study of twenty famous popes whose careers and whose influence were important in the development of the church and in the history of the world. [Whitefish, Mont.]: Kessinger Publishing. ISBN 0766179044.